# Ordem da Coroa de Ferro

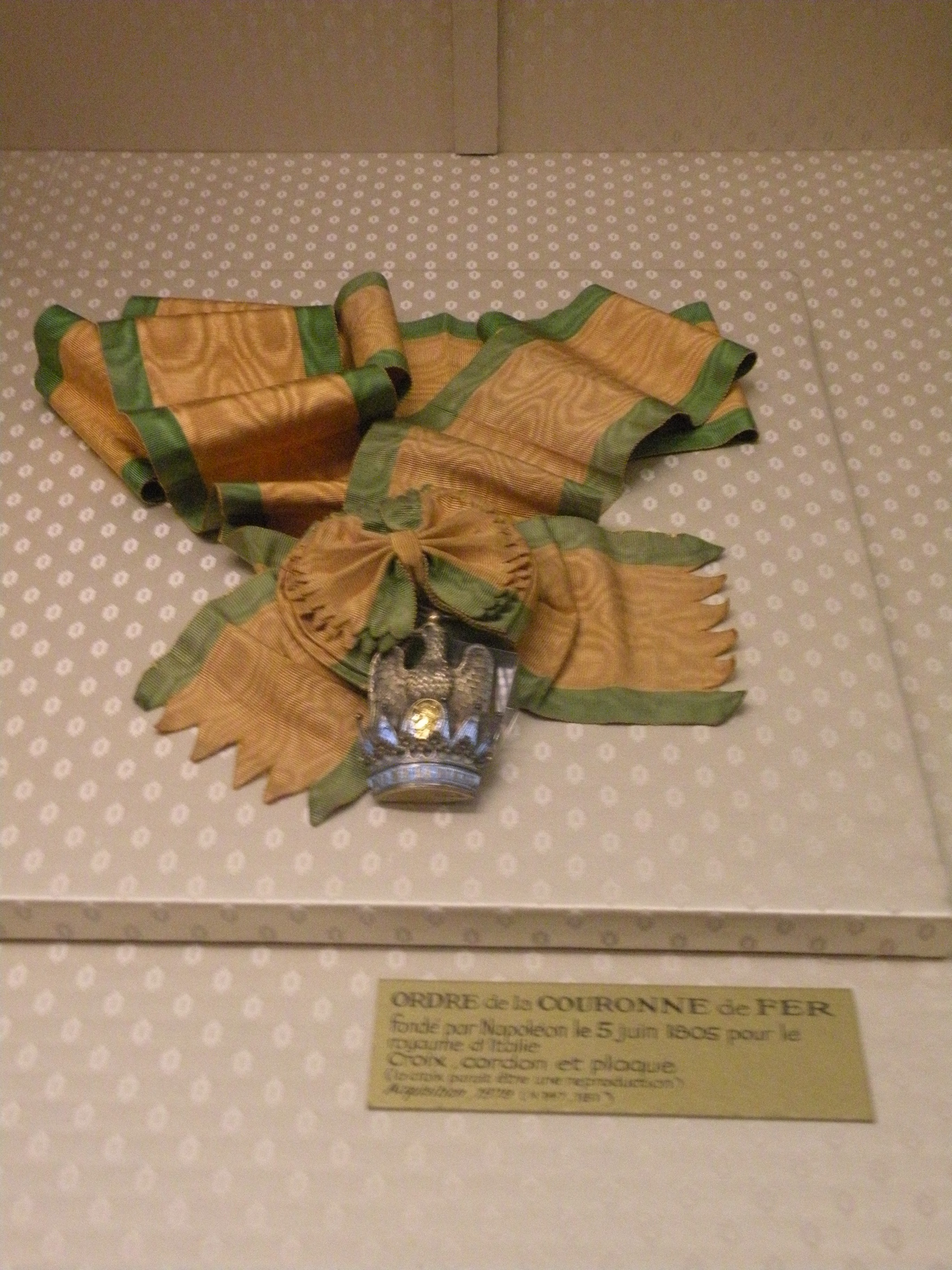

A Ordem da Coroa de Ferro (em italiano: Ordine della Corona Ferrea) foi uma ordem de mérito que foi estabelecida em 5 de junho de 1805 por Napoleão Bonaparte sob o título de Rei Napoleão I da Itália.

Formato heráldico

A ordem recebeu o nome da antiga Coroa de Ferro da Lombardia, uma joia medieval com o que se pensava ser um anel de ferro, mais tarde mostrado ser de prata, forjado do que deveria ser um prego da Verdadeira Cruz como uma banda o interior. Esta coroa também deu nome à Ordem da Coroa da Itália , que foi criada em 1868.
Após a queda do Reino Napoleônico da Itália, a ordem foi restabelecida em 1815 pelo Imperador da Áustria, Francisco I, como a Ordem Imperial Austríaca da Coroa de Ferro.
|           |            |                          |
| Medalhas  |            |                          |
|           |            |                          |
| Fitas     |            |                          |
| Cavaleiro | Comendador | Cavaleiro da Grande Cruz |